# Spodsbjerg
Spodsbjerg er en havneby på Langeland med 202 indbyggere i byområdet (2023), beliggende 9 km øst for Rudkøbing. Byen hører til Langeland Kommune og ligger i Region Syddanmark. Spodsbjerg hører til Longelse Sogn. Longelse Kirke ligger 3 km sydvest for Spodsbjerg.

## Faciliteter
Spodsbjerg Badehotel er opført i 1913 og har 6 værelser. Spodsbjerg Turistbådehavn blev åbnet i 1994 og har 180 liggepladser. Der er en dagligvarebutik i byen.
Spodsbjerg har færgerute til Tårs på Lolland med timedrift det meste af dagen. Ruten erstattede i 1975 den gamle rute til Nakskov, som tog dobbelt så lang tid. Fra Spodsbjerg Færgehavn er der motortrafikvej til Rudkøbing. Den indgår i primærrute 9. Spodsbjerg er den eneste by og havn på østsiden af Langeland ud til Langelandsbælt. Lodstjenesten i byen betjener skibstrafikken på Rute Tango, transitruten gennem de indre danske farvande.

## Historie

### Færgedrift
Der har været færge til Lolland siden middelalderen, hvor landmænd drev småfiskeri fra kysten. Overfarten nævnes første gang på skrift i 1560, hvor "Spodsbjerg Skibsbro" blev sat i stand. Derefter forfaldt den, men blev igen sat i stand i 1578, og i 1590 blev den genopbygget efter at isskruninger havde ødelagt den. Ved en overdragelse i 1787 havde færgeriet bl.a. "en liden egebåd til at føre ud med", så færgen har ikke altid kunnet lægge til land.
De to færgemænd boede i Gammel Spodsbjerg 1 km syd for færgestedet. De havde hver sit hus, men de blev senere bygget sammen til "Den gamle Færgegård". Herfra måtte passagererne vandre 1 km på sandstranden, der kunne være overskyllet ved højvande. Derefter måtte de vade eller bæres på ryggen af færgekarlene ud til den lille båd, der skulle sejle dem ud til selve færgen. At få en hestevogn eller kvæg med færgen var uhyre vanskeligt uden at dyrene tog skade. Siden starten af 1800-tallet blev det livligt diskuteret, hvem der skulle rette op på disse elendige forhold, men i 1835 tilbød godsejer Hastrup på Hjortholm at opføre en ny færgegård og anskaffe nye færger mv., hvis det offentlige ville bekoste bro og havn.
I 1839 begyndte Generalpostdirektionen at opkræve brotakst ved den nye færgebro, og lidt syd for den stod den nye færgegård færdig, hvor Færgegårdens Camping nu ligger. Også vejnettet blev udbygget, og omkring 1870 kom der landevej helt til færgen. 8. oktober 1869 satte "Det forenede Dampskibsselskab for Langeland og Lolland" det første dampskib ind på ruten til Nakskov. Den blev i 1884 overtaget af Sydfyenske Dampskibsselskab.
I 1899 beskrives Spodsbjerg således: "Spodsbjærg, Færgested med Overfart til Taars, Laaland (ved Færgebroen, der ligger i Tullebølle S., er der indtil 11 F. Vand), Dampskibsforbindelse med Nakskov, Strandkontrollørbolig, Telefonstation (Telegrafkabel mellem Spodsbjærg og Taars, nedlagt 1899)."
Færgelejet blev forbedret i 1960 og igen i 1981.

### Stationsbyen
Spodsbjerg var en af endestationerne på Langelandsbanen (1911-62). Om sommeren kørte der badetog fra Rudkøbing til Spodsbjerg hver dag. De 7-8 vogne med badegæster blev koblet fra og brugt til omklædning. Sidst på dagen blev de kørt tilbage til Rudkøbing. Den monumentale stationsbygning, som også rummede byens lille politistation, er bevaret på Spodsbjergvej 351.
I 1937 blev der anlagt fiskerihavn til de ca. 25 kuttere. I 1940'erne var der 2 købmænd, 2 slagtere og 2 bagere i byen.